# Список залізничних станцій і роз'їздів Росії (В)
Список станцій, роз'їздів та зупинних пунктів Російських залізниць
| Код    | Станція              | Назва російською          | Залізниця       | НОД | Населений пункт | Рік заснування | Код Експрес-2 | Експ. коди |
| ------ | -------------------- | ------------------------- | --------------- | --- | --------------- | -------------- | ------------- | ---------- |
| 235016 | Валентинівка         | рос. Валентиновка         | Московська      |     | Корольов        | 1930           | 2000012       |            |
| 438302 | Валуйки              | рос. Валуйки              | Південно-Східна |     | Валуйки         | 1895           | 2014360       |            |
| 193453 | Варшавська           | рос. Варшавская           | Московська      |     | Москва          | 1900           |               |            |
|        | Верхні Котли         | рос. Верхние Котлы        | Московська      |     | Москва          | 2018           | 2001011       |            |
| 193824 | Вешняки              | рос. Вешняки              | Московська      |     | Москва          | 1879           | 2001445       |            |
| 193839 | Вихіно               | рос. Выхино               | Московська      |     | Москва          | 1966           | 2001000       |            |
| 020004 | Виборг               | рос. Выборг               | Жовтнева        |     | Виборг          | 1869           | 2004682       |            |
| 98000  | Владивосток          | рос. Владивосток          | Далекосхідна    |     | Владивосток     | 1893           | 2034130       |            |
| 198917 | Владикіно-Московське | рос. Владыкино-Московское | Московська      |     | Москва          | 1908           |               |            |
| 262704 | Владимир             | рос. Владимир             | Горьківська     |     | Владимир        | 1861           | 2060340       |            |
| 180608 | Внуково              | рос. Внуково              | Московська      |     | Москва          | 1899           | 2002950       |            |
| 237831 | Водники              | рос. Водники              | Московська      |     | Долгопрудний    | 1951           | 2001340       |            |
| 255607 | Вожой                | рос. Вожой                | Горьківська     |     | Вожой           | 1959           | 2061616       |            |
| 033409 | Волковська           | рос. Волковская           | Жовтнева        |     | Санкт-Петербург | 1900           | 9990219       |            |
| 300107 | Вологда I            | рос. Вологда І            | Північна        |     | Вологда         | 1872           | 2010030       |            |
| 197609 | Волоколамськ         | рос. Волоколамск          | Московська      |     | Волоколамськ    | 1901           | 2000030       |            |
|        | Волоколамська        | рос. Волоколамская        | Московська      |     | Москва          | 2019           |               |            |
| 596506 | Воронеж I            | рос. Воронеж I            | Південно-Східна |     | Воронеж         | 1869           | 2014001       |            |
| 235410 | Воронок              | рос. Воронок              | Московська      |     | Щолково         | 1932           | 2000195       |            |
| 255804 | Воткінськ            | рос. Воткінськ            | Горьківська     |     | Воткінськ       | 1919           | 2060563       |            |